# Tuyến nhánh Tân Bắc Đầu
Tuyến nhánh Tân Bắc Đẩu của Tàu điện ngầm Đài Bắc là một nhánh nhánh cao, công suất cao của Tuyến Đạm Thủy-Tín Nghĩa. Nó lần đầu tiên được mở cho dịch vụ vào ngày 28 tháng 3 năm 1997. Tuyến dài 1,2 km (0,75 mi) và bao gồm hai trạm.

## Ga
| Mã   | Tên ga      | Tên ga      | Chuyển đổi | Vị trí  | Vị trí  | Khoảng cách (km) |
| Mã   | Tiếng Việt  | Tiếng Trung | Chuyển đổi | Vị trí  | Vị trí  | Khoảng cách (km) |
| ---- | ----------- | ----------- | ---------- | ------- | ------- | ---------------- |
|      |             |             |            |         |         |                  |
| R22A | Tân Bắc Đầu | 新北投      |            | Bắc Đầu | Đài Bắc | 1.2              |
| R22  | Bắc Đầu     | 北投        |            | Bắc Đầu | Đài Bắc | 0.0              |
|      |             |             |            |         |         |                  |